# خرم‌رود

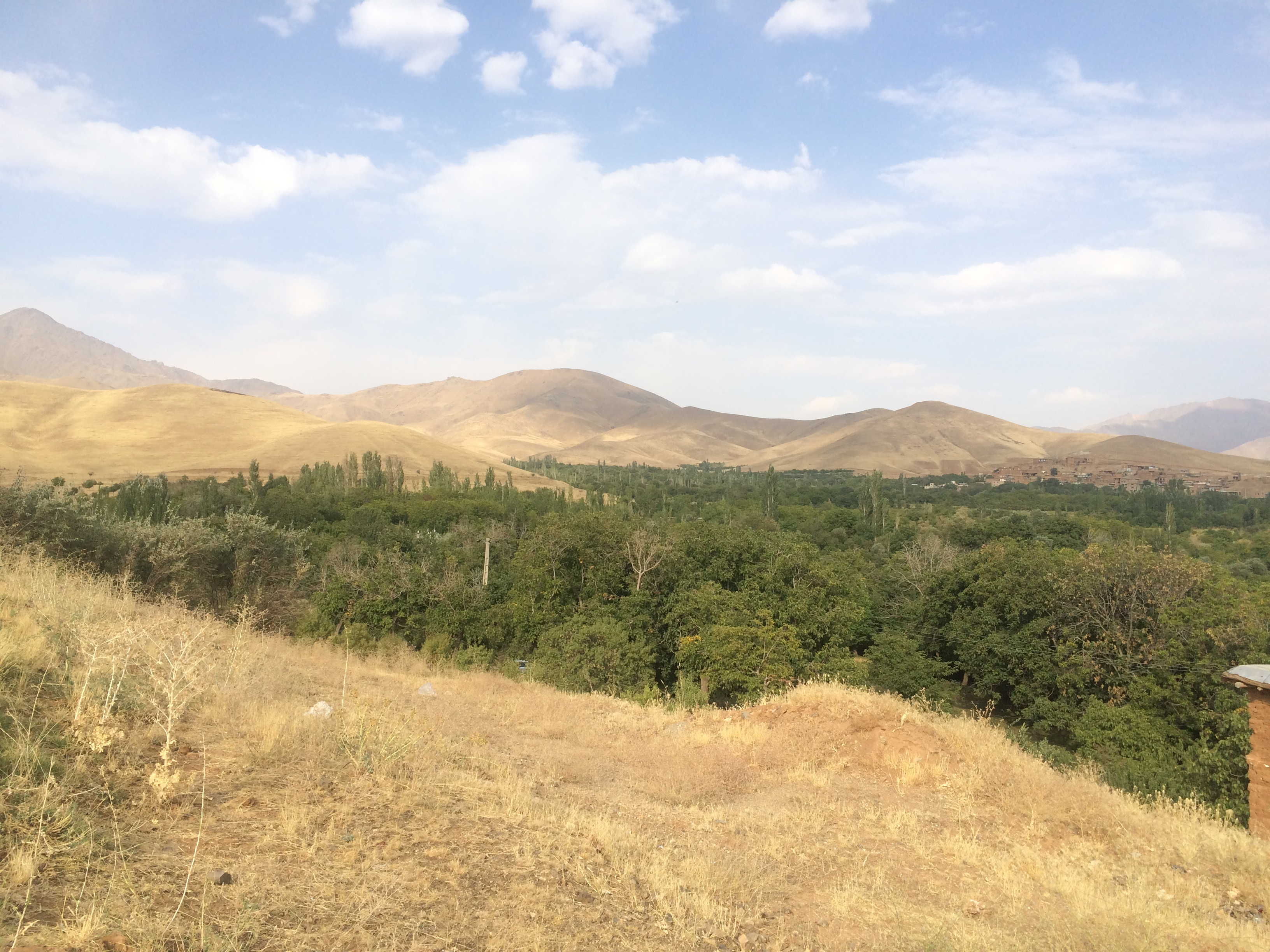
خرم‌رود

خرم‌رود رودی است که از ارتفاعات الوند و دره‌های شمال شرقی روستای شهرستانه در شهرستان تویسرکان در استان همدان سرچشمه می‌گیرد. پس از پیوستن به رود کندر به‌طرف غرب جاری گشته، روستاهای اطراف را مشروب نموده و باقی‌ماندهٔ آب آن از شهرستان تویسرکان خارج و با رودخانه‌ای که از اسدآباد می‌آید، یکی می‌شود.
این رود همچنین یکی از دو رود اسدآباد نیز به‌شمار می‌آید که پس مشروب کردن اراضی اطراف خود با رود شهاب یکی شده، در انتها به رود گاماسیاب منتهی می‌شود.